# Boca de Arroyo Chivo
Boca de Arroyo Chivo är en ort i Mexiko.   Den ligger i kommunen San Juan Lalana och delstaten Oaxaca, i den sydöstra delen av landet, 400 km sydost om huvudstaden Mexico City. Boca de Arroyo Chivo ligger 165 meter över havet och antalet invånare är 105.
Terrängen runt Boca de Arroyo Chivo är kuperad åt nordväst, men åt sydost är den platt. Runt Boca de Arroyo Chivo är det glesbefolkat, med 12 invånare per kvadratkilometer. Närmaste större samhälle är Ignacio Zaragoza, 10,9 km väster om Boca de Arroyo Chivo. I omgivningarna runt Boca de Arroyo Chivo växer huvudsakligen savannskog.